# Dennō Senshi Porigon
Dennō Senshi Porigon (japanisch でんのうせんしポリゴン ‚Cyber-Soldat Porygon‘) ist der japanische Originaltitel für die 38. Folge der Anime-Serie Pokémon. Der Titel wurde nie offiziell ins Englische oder Deutsche übersetzt. Der inoffiziell gebräuchlichste englische Titel lautet Electric Soldier Porygon. Die erste und bis jetzt einzige Ausstrahlung fand am 16. Dezember 1997 im Erstausstrahlungsland Japan statt.
Berühmtheit erlangte die Folge durch eine Serie von ausgelösten epileptischen Anfällen. Grund war eine Szene, in der das Pokémon Pikachu mit einem Donnerblitz zwei Raketen mit einer Explosion zerstört, die durch ein etwa vier Sekunden langes, schnelles Flackern (etwa 12 Hertz) zwischen Rot und Blau auf großer Fläche dargestellt wird. Während viele Personen in Japan, die diese Szene sahen, nichts oder nur Kopfschmerzen o. Ä. spürten, mussten mehrere hundert Kinder mit Anfallerscheinungen in Krankenhäuser eingeliefert werden.
Laut einem Artikel auf Spieletipps.de war die Episode für über 700 starke und über 1.200 schwächere Epilepsie-Fälle verantwortlich. Die Episode wurde aufgrund dessen nur einmalig in Japan gezeigt. Als weitere Folge traten Porygon und dessen weitere Entwicklungsformen in keiner weiteren Folge der Anime-Fernsehserie auf.
Die Folge gilt als die berühmteste der nur eingeschränkt oder nicht ausgestrahlten Pokémon-Folgen.

## Inhaltsangabe
Ash und seine Freunde befinden sich immer noch auf ihrer Reise. Da es Pikachu nicht gut geht, suchen sie ein Pokémoncenter auf, um es kurieren zu lassen. Dort jedoch gibt es Probleme: Das Transportsystem der Pokébälle scheint eine Fehlfunktion zu haben. Rocko vermutet einen Computervirus, was Professor Akihabara, der das System erfunden hat, jedoch nicht wahrhaben will.
Die Freunde folgen dem Professor in sein Haus, wo sie nach einigen Schwierigkeiten erfahren, dass das Team Rocket über einen Transporter, der Menschen und Pokémon in Computersysteme versetzen kann, in das System eingedrungen ist und begonnen hat, transportierte Pokémon zu stehlen. Da der Professor vermeiden will, sie mit einem „Impfstoff“ zu bekämpfen – was ihren Tod bedeuten würde – lassen sich Ash und die anderen mehr oder minder unfreiwillig mittels einer Erfindung in den Computer versetzen, zusammen mit dem Computerpokémon Porygon.
Nach ihrer Ankunft stoßen sie schon bald auf das Team Rocket, welches gerade die gestohlenen Pokémon beiseiteschaffen will. Mithilfe ihres Porygons können sie es zurückschlagen und beginnen, die Hauptleitung des Computers zu reparieren. Die Gefahr ist jedoch noch nicht vorbei: Ein Computerexperte, der vom Pokémon-Center beauftragt wurde, spielt ein Bekämpfungsprogramm in das System ein, welches in Form eines Kampfschiffes sogleich beginnt, die Anwesenden mit Raketen zu attackieren. Als dies nicht sofort gelingt, löst der Computerexperte einen Spezialbefehl aus, der allerdings einen Programmfehler erzeugt, in dem das Team Rocket gefangen wird.
Ash beschließt, trotz der immer noch drohenden Gefahr durch das „Impfprogramm“ noch nicht sofort zum Ausgang des Computers zu fliehen und auf das Team Rocket zu warten. Tatsächlich kann der Experte den Fehler rasch beheben, was das Team Rocket wieder befreit. Gemeinsam flüchten nun alle auf dem Porygon zum Ausgang.
Der „Impfstoff“ feuert, kurz bevor die Truppe den Ausgang erreicht, erneut vier Raketen auf sie ab. Pikachu springt vor und greift die Geschosse mit seiner Donnerblitz-Attacke an. Die Attacke zerstört zwei der Raketen in einer flimmernden Explosion. Ash und die anderen schaffen es in letzter Sekunde durch den Ausgang, bevor die verbleibenden Raketen in das Tor einschlagen, wodurch auch Akihabaras Haus in der Realität zerstört wird, zusammen mit seiner Erfindung. Die Freunde hatten jedoch Erfolg: Der Pokémontransporter im Pokémon-Center funktioniert wieder, und auch Pikachu kann nun endlich untersucht werden.

## Hintergrund
In der Folge befinden sich mehrere Sequenzen, in denen ein schnelles Flackern der o. g. Farben gezeigt wird. Meist wird jedoch die Szene, in der die Raketen zerstört werden, als Auslöser genannt, da der Farbwechsel hier am längsten und auf der größten Fläche zu sehen ist.
Nachdem die Anfälle bekannt wurden, wurde die Pokémonserie für mehrere Monate in Japan nicht mehr gesendet, bevor die Ausstrahlung schließlich am 16. April 1998 fortgesetzt wurde. Als Folge hatte der japanische Sender TV Tokyo Richtlinien für Anime-Serien festgelegt, um die Wiederholung solcher Vorfälle zu vermeiden.
Die Folge wurde auch nicht in anderen Ländern gesendet und weltweit bis heute nicht wieder ausgestrahlt. Die amerikanische Fernsehgesellschaft 4Kids Entertainment soll die Episode synchronisiert und die Lichteffekte verlangsamt haben, trotzdem wurde sie auch in den USA bislang nicht gesendet. Von der Folge, insbesondere der „Flackerszene“, existieren allerdings mehrere, zum Teil untertitelte Videos auf YouTube und anderen Plattformen, wobei die Qualität und die Geschwindigkeit des Farbwechsels variiert. Auf DVD ist die Folge nicht erhältlich.
Seit diesem Vorfall kamen weder das Pokémon Porygon noch seine Entwicklungsstufen Porygon2 und Porygon-Z jemals wieder als (Haupt)Pokémon in der Serie vor. Ein offizieller Zusammenhang mit diesem Ereignis wurde bislang nicht veröffentlicht. In mehreren anderen Serien wurde in einzelnen Folgen auf diese Pokémon-Folge angespielt, unter anderem als Parodie in Die Simpsons und South Park. Unmittelbar nach der Ausstrahlung der Episode des Anime wurden sämtliche Pokémon-Spiele aus den Regalen von Videospielgeschäften in ganz Japan entfernt und die Aktie von Nintendo sank um fünf Prozent.
Im Zuge des so genannten Community Days zu Porygon im Smartphone-Spiel Pokémon Go schrieb The Pokémon Company auf Twitter in Anspielung auf die Episode „Porygon did nothing wrong“, was von Nutzern der Plattform negativ wahrgenommen wurde.

## Belege
1. ↑  Dennō Senshi Porygon auf bulbapedia.bulbagarden.net
2. 1 2  Nathan Navrotzski: Pokémon witzelt über Epilepsie-Episode, keiner lacht. Spieletipps.de, 22. September 2022, abgerufen am 5. Mai 2023.
3. ↑  tv-tokyo.co.jp
4. ↑  "Pokemon" Causes Seizures Throughout Japan. Historychannel.com.au, 16. Dezember 1997, archiviert vom Original am 17. Dezember 2016; abgerufen am 5. Mai 2023.
5. ↑  Katie Rife: Pokémon shock: How a single episode almost derailed a franchise. The AV Club, 1. April 2017, abgerufen am 5. Mai 2023.
6. ↑  Brent Koepp: Pokemon Company sparks backlash over joke about banned seizure episode. Dexerto, 21. September 2020, abgerufen am 5. Mai 2023.